# Anosmia
Anosmia ou anosfrasia é a perda total do olfato e hiposmia é a diminuição do olfato, ocorrida por lesão no nervo olfativo, obstrução das fossas nasais ou outras doenças.

## Sintomas
Além da incapacidade se sentir odores, a anosmia também prejudica o paladar. O motivo é que a língua tem capacidade de identificar as seguintes características: doce, salgado, azedo, amargo e glutamato. Como não é possível diferenciar uma substância da outra (uma bala doce e açúcar, por exemplo) através do olfato, o portador de anosmia vai identificar as duas substâncias como iguais.

## Tipos de anosmia
Existem dois tipos de anosmia: a parcial e a permanente:
- Parcial: pode ser tratada e tem cura. É causada, às vezes, por obstrução nas fossas nasais devido a uma doença alérgica ou inflamação na língua. O paciente perde o olfato por determinado período e depois o recupera. Uma causa comum da anosmia parcial é a gripe, que causa leve lesão nos nervos olfativos.
- Permanente: não possui cura atualmente. Geralmente é causada por lesão grave dos nervos olfativos, resultada de acidentes automobilísticos, infecções sérias nos nervos da face ou ainda por radioterapia durante o tratamento de câncer.

## Causas
Um grande número de condições causa perda de olfato, dentre elas as mais comuns são:
- Infecção do trato respiratório superior (por exemplo, sinusite ou resfriado)
- Demências (Alzheimer, Parkinson, vascular, Lewy)
- Rinite alérgica
- Idade avançada (presbiosmia)
- Tumores (pólipos, glioma, meningioma ou câncer na via olfatória)
- Traumatismo craniano, com dano ao osso etmoide
- Iatrogênica (após cirurgia nasal ou por fármacos como enalapril, risperidona e drogas intranasais...)
- Toxinas (Intoxicação por zinco, cádmio, manganês...)
- Alcoolismo ou tabagismo prolongado
- Queimaduras e inalação de fumaça
- Doenças autoimunes como esclerose múltipla, miastenia grave, sarcoidose ou granulomatose com poliangiite
- Má-formação (como atresia de cloasma)
- SARS-CoV-2 (vírus da CoViD-19)[3]

## Prevenção
Para pessoas que não são portadoras de doença, é sempre bom evitar acidentes que possam afetar a região da cabeça. O portador da doença deve ter cuidado principalmente com gás de cozinha, alimentos estragados e depressão.